# أوقستو دومينغو
أوقستو دومينغو هو مغني برازيلي، ولد في 1887 في فورتاليزا في البرازيل، وتوفي في 1965 في ريو دي جانيرو في البرازيل.

## وصلات خارجية
- أوقستو دومينغو على موقع IMDb (الإنجليزية)